# Поново
Поново је песма хрватске рок групе Парни ваљак. Ово је последња нумера коју је Аки Рахимовски снимио пре смрти, а објављена је на дан његове сахране, 27. јануара 2022. године. Издавач сингла био је Croatia Records.

## О песми
Аутор текста и музике је Хусеин Хасанефендић Хус, гитариста Парног ваљка. Било је планирано да песма буде најава новог студијског албума и велике турнеје ове загребачке групе. Међутим, 22. јануара 2022. године изненада је у Новом Месту преминуо Аки Рахимовски — суоснивач, фронтмен и певач Ваљка. Поново је тако остала последња песма коју је овај музичар отпевао пре смрти.
Рахимовски је сахрањен 27. јануара 2022. у Алеји великана на загребачком гробљу Мирогој. На иницијативу Парног ваљка и Кроација рекордса, истог дана у 15 часова, тачно у време почетка сахране, више од 150 радио-станица са простора некадашње Југославије истовремено је емитовало песму Поново. Група и издавачка кућа су у заједничком саопштењу навели да се овом нумером опраштају од човека коме је музика била живот, који је својом неуништвимо енергијом постао синоним врхунског фронтмена и узор генерацијама. У саопштењу је стајало и следеће: Аки нас је изненада напустио, али његов дух и глас остаће заувек уписани у свима нама који смо уз Парни ваљак одрастали, заљубљивали се, смејали и плакали.